# Albert Dalimier
 (septembre 2024).
Albert Dalimier, né le 20 février 1875 à Bordeaux (Gironde) et mort le 6 mai 1936 à Neuilly-sur-Seine (Seine), est un homme politique français

## Présentation
Albert François Marie Dalimier est le fils de Jules Pierre Marie Dalimier, enseignant, lui même fils d'instituteur, et de Gabrielle Marie Alexandrine Pétron. Né à Bordeaux, il poursuit des études dans les lycées de Marseille et Vanves avant de rejoindre le lycée Buffon à Paris, dont son père est proviseur. Il poursuit par la suite des études de droit, obtenant sa licence en 1896. Devenu avocat, il se forge rapidement une réputation et conseille différents ministres :  Léon Mougeot, dont il est un temps secrétaire, Charles Dupuy, Waldeck-Rousseau, Émile Combes.
Engagé en politique, président de la Ligue de propagande radicale et radicale-socialiste, il devient l'un des six vice-présidents du comité exécutif du Parti républicain, radical et radical-socialiste (PRRRS) le 19 décembre 1905. Dans la foulée, il est élu député radical (PRRRS) de Seine-et-Oise dans première circonscription de Corbeil en 1906 et le reste jusqu'aux élections législatives de 1919, où il ne se représente pas. Il retrouve son siège en 1924, où il est le seul élu de la liste du cartel des gauches dans le département, et le conserve jusqu'en 1936, où il avait choisi de ne pas se représenter. Sur la même période, il est également conseiller général de Seine-et-Oise, et s'illustre dans la défense ce de département en étant membre du Conseil supérieur d'aménagement de la région parisienne et Président du groupe parlementaire de défense des intérêts de la banlieue.  
A partir de 1914, il occupe divers postes ministériels : 
- Sous-secrétaire d'État aux Beaux-Arts du 14 juin 1914 au 16 novembre 1917 dans les gouvernements René Viviani (1), René Viviani (2), Aristide Briand (5), Aristide Briand (6), Alexandre Ribot (5) et Paul Painlevé (1)
- Ministre du Travail et de la Prévoyance sociale du 3 juin 1932 au 31 janvier 1933 dans les gouvernements Édouard Herriot (3) et Joseph Paul-Boncour

- Ministre des Colonies du 6 septembre au 26 octobre 1933 dans le gouvernement Édouard Daladier (1)
- Ministre de la Justice et vice-président du Conseil du 26 octobre au 26 novembre 1933 dans le gouvernement Albert Sarraut (1)
- Ministre des Colonies du 26 novembre 1933 au 9 janvier 1934 dans le gouvernement Camille Chautemps (2).

Impliqué dans l'affaire Stavisky pour avoir incité les compagnies d'assurance à souscrire des bons du Crédit municipal de Bayonne, il démissionne. En raison de son implication dans ce scandale, il est exclu du PRRRS le 13 mai 1934 lors du congrès de Clermont-Ferrand, avec d'autre radicaux mouillés dans l'affaire. Il meurt à Neuilly-sur-Seine le 6 mai 1936 et est inhumé à Paris au cimetière des Batignolles. 
Franc-maçon de la loge « Les Philanthropes réunis » à Paris, il était Officier d'académie, chevalier du Nicham-Iftikar, et décoré du Mérite agricole. 
Il épouse en premières noces Marie Jeanne Béclard dont il divorce, et en secondes noces Yvonne Robba dont il est veuf à sa mort.
Il est le père de Simone Dalimier (1904-2000), agrégée d'anglais.

## Pour approfondir